# 西瀬村
西瀬村（にしぜむら）は、熊本県の南部、球磨郡にかつてあった村。

## 歴史
- 1889年4月1日 - 町村制が施行し、西浦村、薩摩瀬村が合併し西瀬村が発足。
- 1942年2月11日 - 人吉町、中原村、藍田村と合併して人吉市となる。同時に、村内の2大字は以下の各町に再編される。
  - 西浦 → 矢黒町、上戸越町、下戸越町、上永野町、下永野町、鹿目町、西大塚町、田野町
  - 薩摩瀬 → 上薩摩瀬町、下薩摩瀬町、下城本町、宝来堂町[1]

## 学校
- 西瀬村立西瀬国民学校（現在の人吉市立西瀬小学校）